# Ralf Friberg
Ralf Hjalmar Mikael Friberg, född 17 april 1936 i Helsingfors, är en finländsk politiker, diplomat och journalist. 

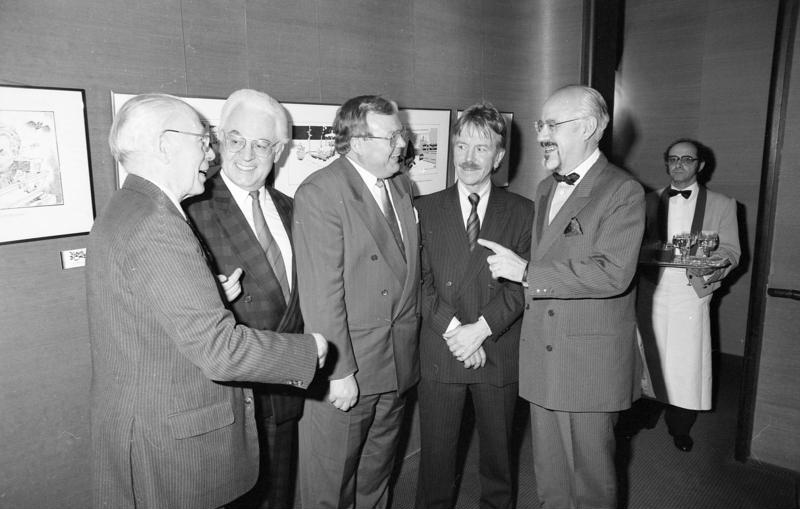
Ralf Friberg, tredje från vänster, på pressklubben i Bonn.

Friberg inledde sin journalistiska bana som reporter vid Västra Nyland 1955. Han var redaktionssekreterare och chefredaktör vid Östra Nyland 1956–1957, reporter vid Vasabladet 1957–1959, politisk reporter vid Hufvudstadsbladet 1959–1963 och nyhetschef vid Rundradion 1965–1970. Senare skulle han återkomma till journalistiken som chefredaktör för den finska kvällstidningen Iltalehti 1984–1987. Däremellan engagerade han sig politiskt inom Finlands svenska arbetarförbund och var ledamot av Finlands riksdag 1970–1979. Efter en sejour som informationschef vid Nordiska ministerrådet 1980–1982 knöts han till utrikesministeriet, där han innehaft en rad ledande poster: chef för press- och kulturavdelningen 1988–1992, ambassadör i Aten 1992–1995 och i Köpenhamn 1995–2001. Han är ett tongivande namn inom finlandssvensk socialdemokrati och har som publicist och politisk debattör profilerat sig genom sin oräddhet och formuleringsglädje.